# (11068) 1992 EA
1992 إي أي (ويعرف أيضًا باسم (11068) 1992 إي أي وفق تسمية الكوكب الصغير) (بالإنجليزية: 1992 EA)‏ هو كويكب ضمن حزام الكويكبات؛ وترتيبه 11068 من حيث الاكتشاف.
اكتُشف هذا الجُرم الفلكي بواسطة هيروشي كانيدا في 2 مارس 1992.

## وصلات خارجية
- (11068) 1992 EA في قاعدة بيانات مختبر الدفع النفاث لأجرام النظام الشمسي الصغيرة

- الاكتشاف · مخطط المدار ·  العناصر المدارية · المعلمات المادية

- (11068) 1992 EA على موقع ويكي سكاي: DSS2, SDSS, GALEX, IRAS, Hydrogen α, X-Ray, Astrophoto, Sky Map, Articles and images